# Gironde (francia forradalom)

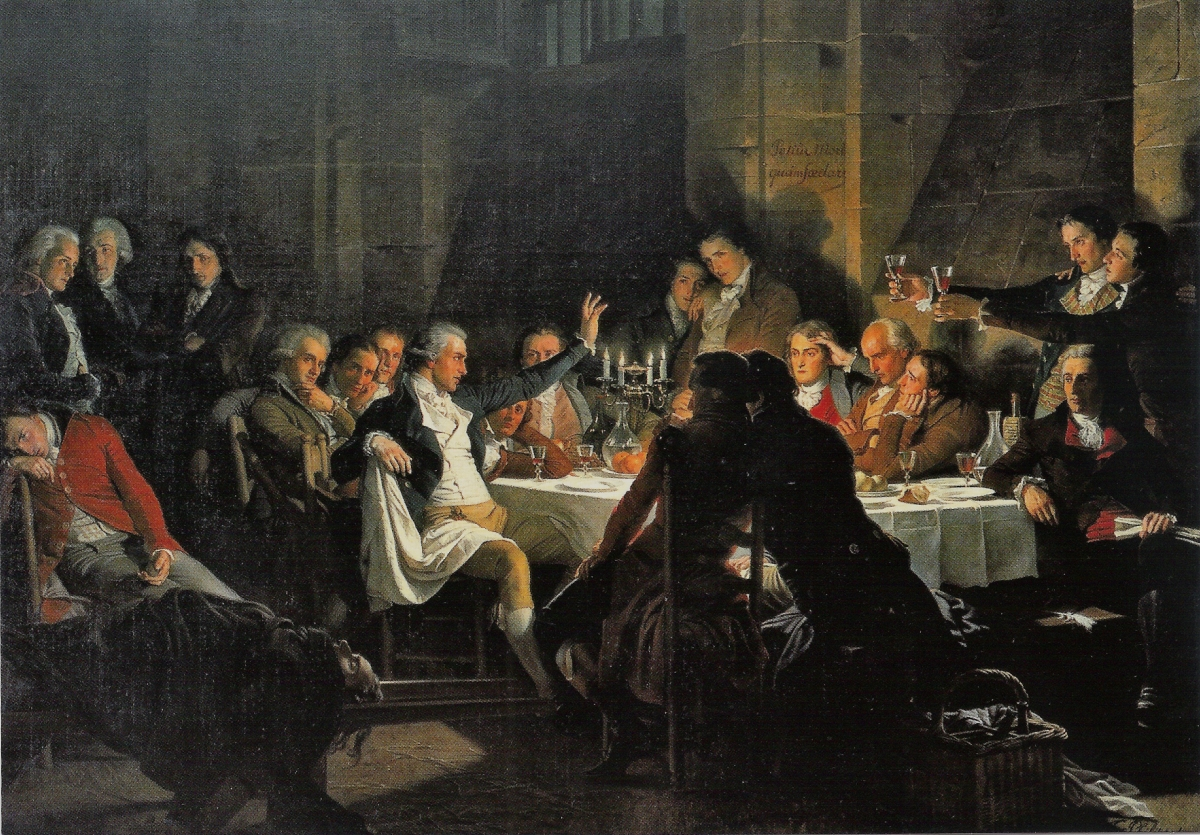
Girondista bankett

A Gironde a francia forradalomban a jakobinusokkal szemben álló mérsékelt köztársasági párt neve volt. A tagjai voltak a girondisták (más néven girondiak (franciául: girondins).) Nevük onnan ered, hogy vezérszónokaik Gironde megye küldöttei voltak a törvényhozó testületben (1791) és a konventben (1792). Magát az elnevezést először Alphonse de Lamartine használta Histoire des girondins című nyolckötetes művében.

## Története

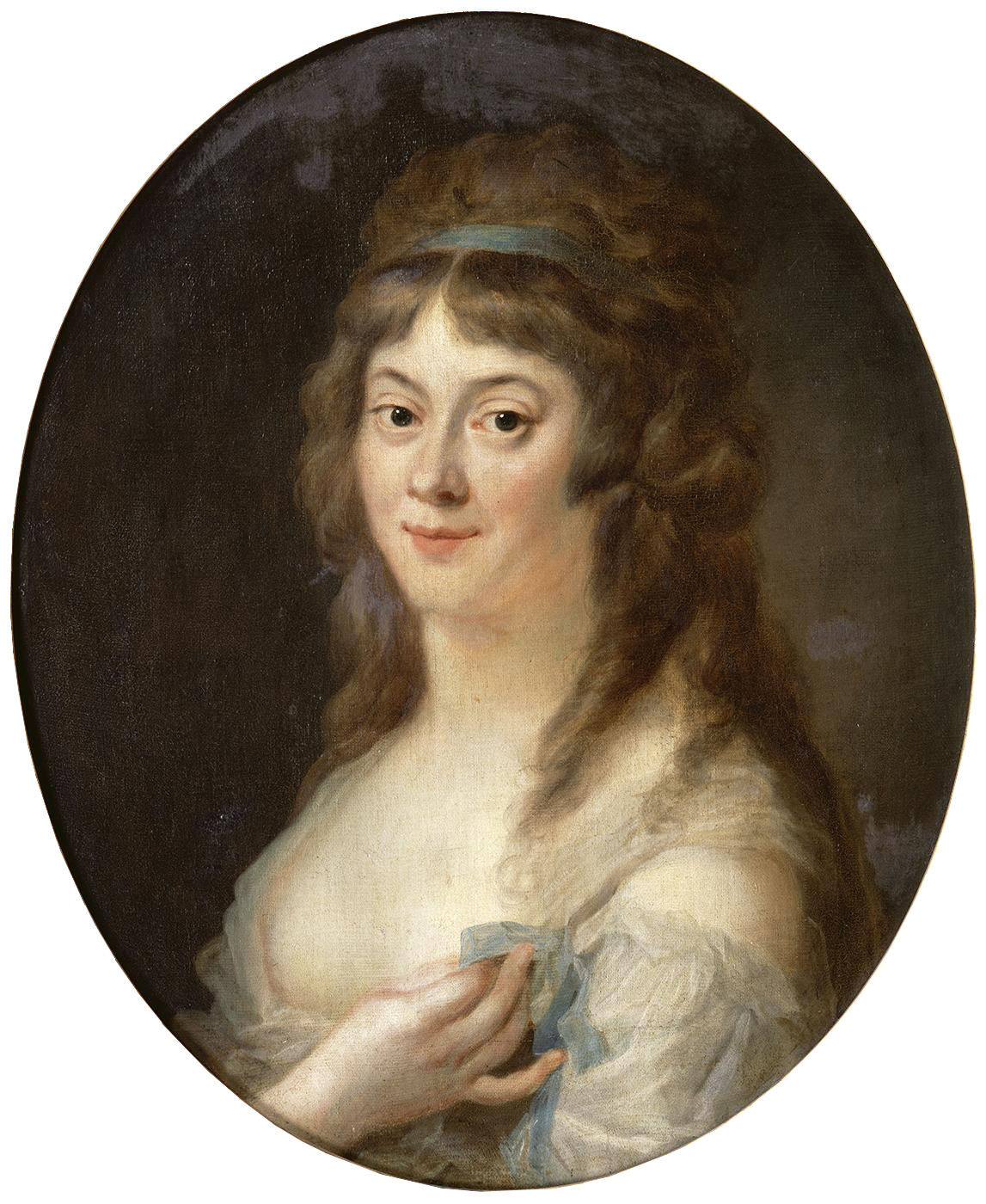
Madame Roland, 1792

A girondisták mérsékelt köztársaságpártiak voltak: nem elégedtek meg az alkotmányos monarchiával, és élesen elutasítottak minden olyan kísérletet, amely a forradalom befejezésére irányult. A Törvényhozó Nemzetgyűlésben emiatt – paradox módon – a monarchisták oldalán háborús agitációt folytattak, szemben a szintén köztársaságpárti jakobinusok pacifizmusával. A király girondistákból álló kormányt nevezett ki: Roland belügyminiszter, Servan hadügyminiszter, Glavière pedig pénzügyminiszter lett.
A háború kérdésében összekülönböztek a jakobinusokkal, emiatt el is hagyták az addig a köztársaságiakat tömörítő Jakobinus Klubot. Bár korábban a marxista történetírás osztálykülönbségeket vélt felfedezni a két csoport között, a valóság az, hogy mind a jakobinusok, mind a girondisták a tulajdonos polgárság érdekeit képviselték. A girondisták ezt követően egyik szószólójuk, Jean-Marie Roland képviselő feleségének szalonjában gyűltek össze, ami miatt rolandistáknak, illetve egyik vezetőjük Jacques Pierre Brissot után brissot-istáknak nevezték el őket.
A Gironde a háborútól a forradalom exportját, illetve a forradalom továbbfejlesztését, végső soron egy köztársasági alkotmányba való átmenetet remélt. 1792. április 20-án Franciaország hadat üzent Magyarország és Csehország királyának. A háború azonban nem ment jól: az akkor Habsburg fennhatóság alatt álló Belgiumba betörő francia csapatok vereséget szenvedtek. XVI. Lajos leváltotta a nevezett három minisztert. Az osztrákok közeledtének hírére pánik tört ki, és a Törvényhozó Nemzetgyűlés határozatot hozott egy 20 000 főből álló katonai tábor létrehozásáról, Párizs védelmében. A király azonban megvétózta a tervet, aminek hatására 1792. június 20-án a párizsi tömeg betört a Tuileriákba, hogy kikövetelje az intézkedés elfogadását. A Gironde végül elérte célját: a háborús vereség, az osztrák csapatok Párizshoz való közeledte tovább radikalizálta a párizsi sans-culotte-okat, akik 1792. augusztus 10-én megdöntötték a monarchiát Franciaországban. Új választást írtak ki, melynek eredményeképp összeült a Nemzeti Konvent, melybe a Gironde kb. 200 képviselőt küldött. 1792. szeptember 21-én a már említett Roland, belügyminiszterként kihirdette a köztársaságot. A háború ezt követően jól alakult: még ugyanezen a napon Valmynál a francia népfelkelők megállították a porosz előrenyomulást Charles-François Dumouriez tábornok vezetésével, majd hamarosan betörtek Belgiumba is.
A politikai választóvonalak a monarchisták bukása és emigrálásuk után áttevődtek a mérsékelt és radikális köztársaságiak közé. A girondisták a jakobinusokkal együtt megszavazták a király kivégeztetését, majd hozzákezdtek egy új alkotmány kidolgozásához. Az új alkotmány elutasította a személyes szabadságjogok korlátozásának lehetővé tételét, illetve elutasította az állami beavatkozást a gazdaságba. A Gironde azonban belső és külső okok miatt nem tudott konszolidálódni.
A Gironde fokozatosan meghátrálásra kényszerült. A király letartóztatása és kivégzése, az egyházi reform, valamint a háborús rekvirálások és kényszersorozások miatt polgárháború tört ki Vendée-ban, mely komoly francia haderőt kötött le. Ezzel egyidejűleg a Konvent hadat üzent Angliának és Hollandiának 1793. február 1-jén. A háborús terhek ellátási nehézségekhez, illetve a párizsi sans-culotte-ok lázongásaihoz vezettek. Emiatt 1793 márciusában az ellátási nehézségekért felelősnek kikiáltott ellenforradalmárok ellen Forradalmi Törvényszéket hoztak létre, illetve az egyes önkormányzatokban a lakosság felügyeletére ún. felügyelőbizottságok hívtak életre. E két intézkedéssel intézményesítették a terrort. 1793. április 1-jén Dumouriez tábornok átállt az osztrákokhoz Belgiumban és kiszolgáltatta nekik a konvent 4 biztosát a hadügyminiszterrel együtt. Párizsban már attól tartottak, hogy Dumouriez a főváros ellen vonul, emiatt rendkívüli intézkedéseket léptettek életbe.
A törvényhozás elsőbbségét valló girondista berendezkedés az egyes minisztériumokat a Konvent általános védelmi bizottsága alá rendelte. 1793. április 6-án azonban jakobinus nyomásra sor került a Közjóléti Bizottság létrehozására, mely egyfajta csúcsszerv volt, és amely ellenőrizte az egyes minisztériumokat. 1793. május 5-én ugyancsak a Hegypárt nyomására sor került az első, ún. maximum-törvény meghozatalára, mely korlátozta az alapvető fogyasztási cikkek beszerzési árait. Mindezek a Gironde elveivel szembemenő lépések voltak, ami miatt a girondista képviselők ellentámadásba mentek át.

## A Gironde bukása

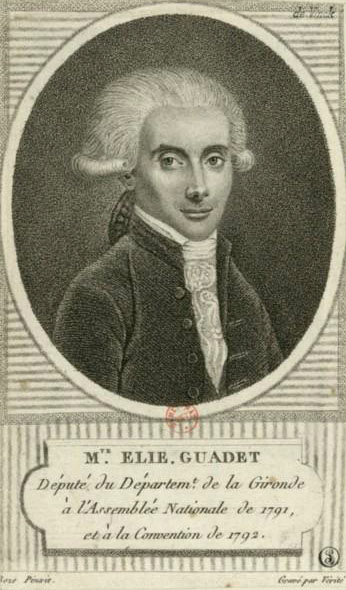
Élie Guadet, aki 1792 október 18-tól november 1-ig az Nemzeti Konvent elnöke volt, a Girondins politikai csoport egyik alapítója

A Gironde vezetői vád alá helyeztették Marat-t, akit azonban a Forradalmi Törvényszék felmentett. Ekkor a sans-culotte polgárokat tömörítő párizsi kommün (a párizsi központi városi önkormányzat) képviselői követelték a Gironde vezetőinek vád alá helyezését. A Gironde megpróbálkozott egy kommun elleni támadással: 1793. május 18-án Guadet képviselő határozati javaslatot terjesztett be a Nemzetgyűlésbe:

„Először: Párizs elöljáróságát fel kell oszlatni.... A városi elöljáróságot ideiglenesen váltsuk fel huszonnégy órán belül a szekciók elnökeivel!
Másodszor: A Konvent képviselőinek helyettesei gyűljenek össze Bourges-ban, amilyen gyorsan csak lehetséges, de ne folytassák a tanácskozásokat, amíg megbízható forrásból nem tájékoztatták őket a Konvent feloszlatásáról...
Harmadszor pedig indítványozom, hogy e határozatot speciális küldöncök vigyék a megyékbe! Ha mindezt elfogadták, békésen dolgozhatunk majd tovább, mint olyan férfiak, akik biztonságba helyezték a rájuk bízott szent letétet!”

– A Nagy Francia Forradalom Dokumentumai. Szerk.: Hahner Péter. 308. old. Budapest, Osiris Kiadó, 2000.

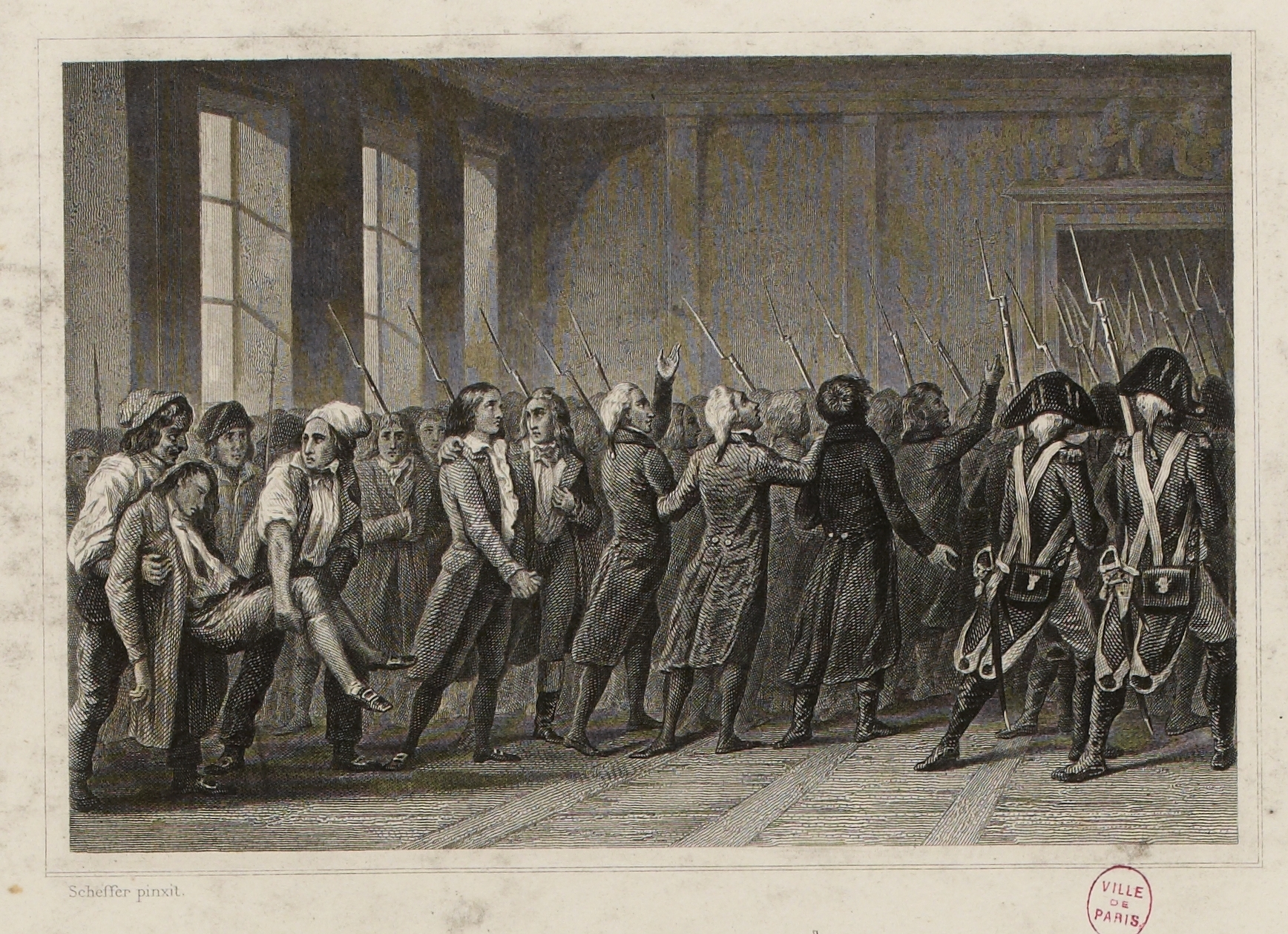
A girondisták letartóztatása június 2-án

A Konvent végül létrehozott egy 12 fős bizottságot, hogy figyelemmel kísérje a kommün tevékenységét. A kommün ekkor létrehozta a szekciók (a párizsi kerületi önkormányzatok) központi forradalmi bizottságát, majd François Hanriot, a forradalmi bizottság által a Nemzetőrség élére frissen kinevezett parancsnok fegyvereseivel május 31-én lázadást robbantott ki és június 2-án körülvetette a Konvent épületét. Az épületen belül kaotikus jelenetek zajlottak le ezt követően, fegyverrel felfegyverzett képviselők egymást rángatták le a szószékről. Közben az épületben megjelentek a fegyveres felkelők, akik a párizsi nép képviselőiként fellépve azt követelték, hogy a Konvent tartóztassa le a „gyanús” képviselőket. Egyes képviselők javasolták 22 „gyanús” képviselő letartóztatását. A Közjóléti Bizottság nevében fellépő Barré azonban elutasította a letartóztatást, és javasolta, hogy kérjék fel a képviselőket, hogy önként mondjanak le a mandátumukról, és helyezzék magukat a nép védelme alá. Egyes képviselők önként felajánlották erre lemondásukat, mások azonban felháborodottan elutasították ezt. A Konvent ekkor úgy határozott, hogy az összegyűlt fegyveresek között fog tanácskozni, a kivonult képviselőket azonban Hanriot és fegyveresei visszazavarták az ülésterembe. A visszatérő küldöttek ekkor határozati javaslatot terjesztettek be arról, hogy egyes képviselőket háziőrizetbe helyeznek. A képviselők kétharmada azonban kijelentette, hogy kényszer hatása alatt cselekednek, emiatt megtagadták a szavazást. Végül a Hegypárt tagjai, illetve az ülésterembe benyomuló tömeg egyes tagjai hozták meg a határozatot az őrizetbevételről és a vád alá helyezésről.

## A girondisták kivégzése

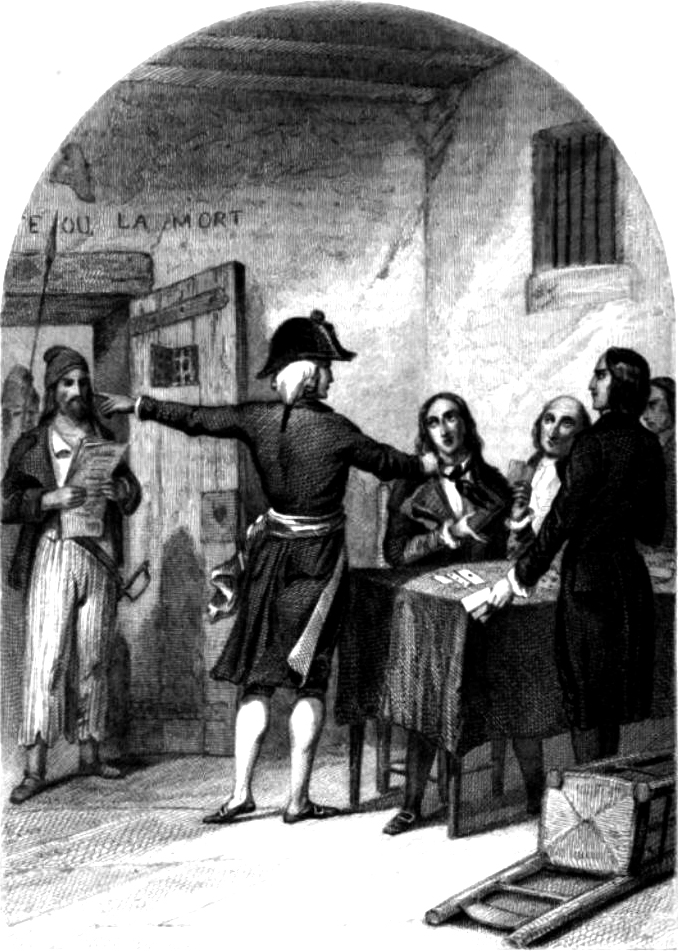
Girondisták a La Force börtönben

1793-ban a Courrier Républicaine című lapban az alábbi rövid cikk jelent meg:

„A Forradalmi Törvényszék tegnap (1793. október 31.) lezárta azt a nagy pert, amely magára vonta Franciaország és Európa figyelmét. Brissot, Vergniaud, Gensonné, Duprat, Valazé, Lehardy, Ducos, Boyer-Fonfrède, Boilleau, Gardien, Duchstel, Sillery, Fauchet, Duperret, Lasocure, Carra, Lesterp-Beauvais, Minville, Antiboul, Vigée és Lacaze vádlottakról megállapították, hogy összeesküdtek a Köztársaság egysége és oszthatatlansága ellen, a francia nép szabadsága és biztonsága ellen. Halálra ítélték őket. Az ítéletet, mely megreszketteti a zsarnokokat és a rabszolgákat, tegnap hajtották végre a Forradalom terén. Valazé ítélete meghallgatása után szíven szúrta magát, holttestét külön kocsiban vitték a kivégzés helyére, majd együtt temették el a többi elítélt testével. A kivégzés délután egykor kezdődött. Az elítéltek többsége bátorságról és lelkierőről tett tanúbizonyságot. A kordéról leszállva megölelték egymást, az úton szónokoltak a néphez, a vérpadon pedig azt kiáltották: Éljen a Köztársaság! Sillerynek és Fauchet-nak külön gyóntatója volt, őket végezték ki elsőnek. Kivégzésük háromnegyed órát vett igénybe. A nép is azt kiáltotta: Éljen a Köztársaság!”

– A Nagy Francia Forradalom Dokumentumai. Szerk.: Hahner Péter. 350. old. Budapest, Osiris Kiadó, 2000.

## Értékelésük
Michelet szerint "A köztársaság megalapítói voltak, s méltók az egész világ hálájára, amiért keresztes háborút hirdettek '92-ben és szabadságot akartak az egész földnek, '93-ban le kellett mosniuk vétkeik szégyenfoltját, és megbűnhődve halhatatlanná váltak"

## Ismert girondisták
- Pierre Victurnien Vergniaud
- Élie Guadet
- Armand Gensonné
- Jean Antoine Laffargue de Grangeneuve
- Jean François Ducos
- Jacques Pierre Brissot
- Jean-Marie Roland
- Claude Fauchet
- Marc David Lasource
- Maximin Isnard
- Armand de Kersaint
- Henry Larivière
- Louis-Marie de Lépeaux